# Zhumabái Shayajmetov
Zhumabái Shayajmetóvich Shayajmetov (en kazajo: Жұмабай Шаяхметұлы Шаяхметов, en ruso: Жумабай Шаяхметов) fue un político soviético, que se desempeñó como primer secretario del Partido Comunista en la RSS de Kazajistán desde 1946 hasta 1954.

## Biografía

### Primeros años
Nació en Shcherbakti, en una familia campesina. En 1915, asistió a una escuela kazajo-rusa en Poltava, y se graduó en 1917. Posteriormente asistió al Instituto Narimanov en Moscú. Después de graduarse, no pudo continuar con sus estudios a causa de dificultades financieras, por lo que laboró como trabajador agrícola, hasta que en 1919 consiguió trabajo como maestro en una escuela rural en Ashyla-Kul, hasta que esta cerró en 1921 debido a la guerra civil.

### Carrera política
Entre 1919 y 1926, fue miembro del comité ejecutivo del OGPU en el Distrito Rural de Turkoman. Entre 1926 y 1928, enseñó administración de oficinas como instructor político en Petropavlovsk. Entre 1928 y 1938, trabajó en el NKVD, primero siendo jefe en el Óblast de Kazajistán Septentrional, y luego siendo ascendido a jefe adjunto en el Óblast de Alma-Ata. En 1929 ingresó al PCUS. En junio de 1938, Shayajmetov fue miembro del Comité Central del Partido Comunista en la República Socialista Soviética de Kazajistán, y durante la Gran Guerra Patria encabezó el Comité de Defensa en la RSS de Kazajistán. 
En 1945, fue elegido Primer Secretario del Partido, convirtiéndose en el primer secretario de la república de etnia kazaja. Durante su gobierno, la población de la república creció considerablemente, debido a que durante la guerra, muchas personas de la región occidental de la Unión Soviética se habían mudado a Kazajistán. Hubo un gran desarrollo científico y cultural en las principales ciudades, y con apoyo gubernamental, en 1946 se creó la Academia de Ciencias de la República Socialista Soviética de Kazajistán. También propició el desarrollo industrial de la región, en minería industrial, refinería de petróleo, y producción de fertilizantes agrícolas, entre otros. Bajo Shayajmetov, la RSS de Kazajistán pasó de ser una región atrasada a una república constituyente con notables avances agrarios-industriales.
En 1950, fue elegido presidente del Sóviet de las Nacionalidades (una de las cámaras del Sóviet Supremo de la Unión Soviética). Tras la muerte de Stalin en 1953, se opuso a la campaña de desarrollo de las tierras vírgenes para la agricultura propuesto por Nikita Jrushchov, debido a que creía que las características geográficas de Kazajistán lo harían imposible, y a que el pueblo kazajo se dedicaba más a la cría de ganado que a las técnicas agrícolas. A causa de esto, fue despedido, y desempeñó un cargo menor como Primer Secretario del Óblast de Kazajistán Meridional.

## Premios y condecoraciones
- Orden de Lenin (3)
- Orden de la Bandera Roja del Trabajo
- Orden de la Insignia de Honor (3)